# Verklärungskirche (Ljubovija)
Die Verklärungskirche (serbisch: Црква Преображења Господњег, Crkva Preobraženja Gospodnjeg) ist die serbisch-orthodoxe Pfarreikirche, der westserbischen Kleinstadt, Ljubovija.
Das von 1932 bis 1940 erbaute, der Verklärung Christi geweihte, Gotteshaus ist die Pfarrkirche der Pfarreien Ljubovija I bis III im Dekanat Azbukovica der Eparchie Šabac der Serbisch-Orthodoxen Kirche.

## Lage

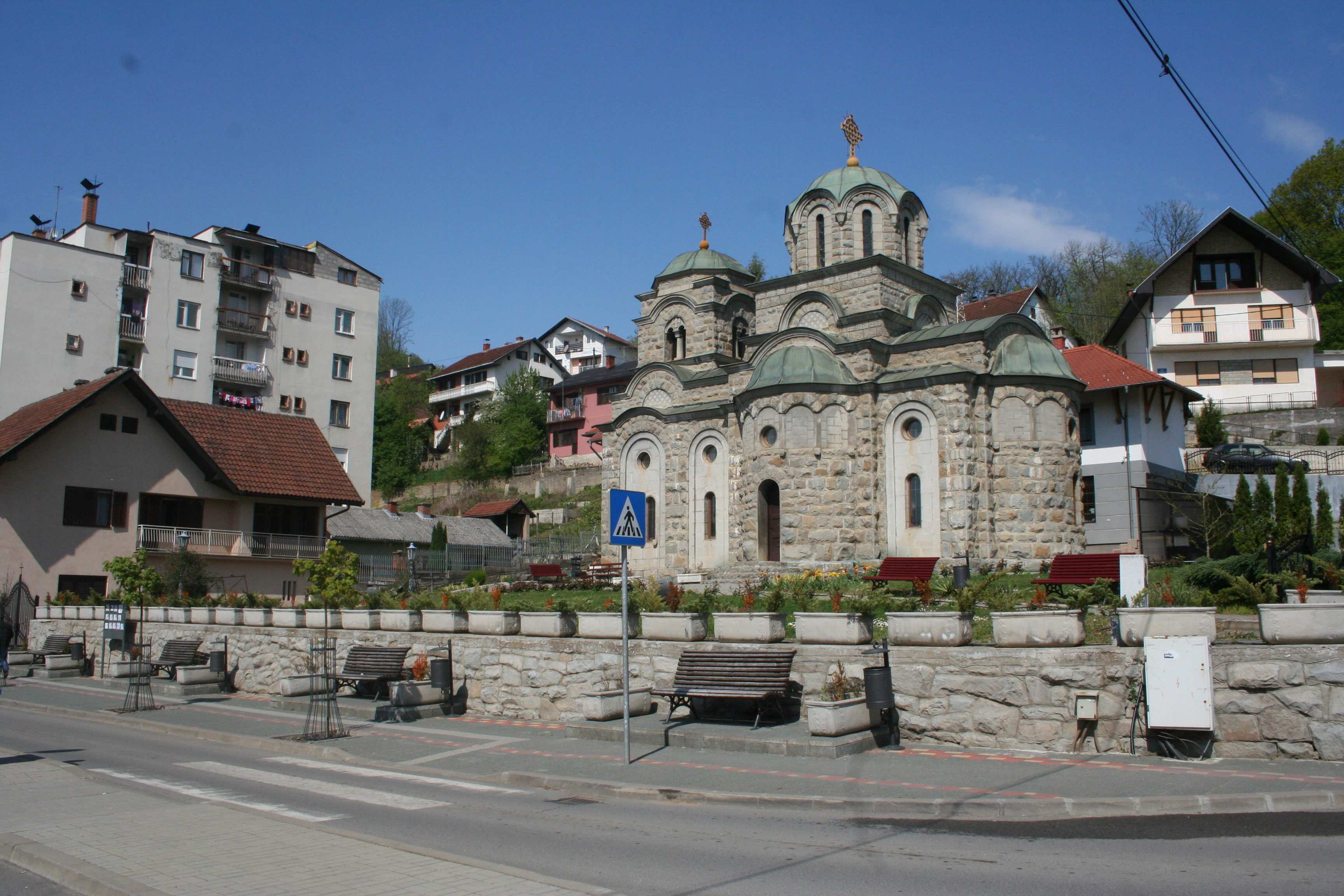
Die Verklärungskirche mit naher Umgebung

Die Verklärungskirche steht im westlichen Stadtzentrum von Ljubovija an der Hauptstraße Ulica Vojvode Mišića in einiger Entfernung vom Fluss Ljuboviđa, der im Stadtgebiet von Ljubovija in die Drina mündet. Die Drina bildet hier die Grenze Serbiens zum westlichen Nachbarland Bosnien und Herzegowina.
Ljubovija ist die Hauptstadt der gleichnamigen Opština Ljubovija in der historischen Region Azbukovica im westlichsten Zentralserbien.
Neben der Verklärungskirche steht das Pfarrhaus im Kirchhof.

## Geschichte
Die Stadt Ljubovija wurde im Laufe des 19. Jahrhunderts ursprünglich als Dorf gegründet. 1896 zerstörte ein verheerendes Hochwasser der Drina die Stadt und die Bewohner bauten ihre Stadt drei Kilometer nördlich am Unterlauf und der Mündung des Drina-Nebenflusses Ljuboviđa wieder auf.
Bis zum Jahre 1932 hatte Ljubovija keine eigene Kirche; die Pfarrkirche war zunächst im zur Opština gehörendem Dorf Gornja Ljuboviđa. Ab 1881 wurde der Pfarrsitz ins Dorf Čitluk verlegt.
Am 1. März 1928 wurde der Vorschlag vom damaligen Pfarreipriester Aleksandar Kozlov von der Bürgerversammlung von Ljubovija angenommen, in der Stadt eine Kirche zu erbauen. Nachdem ein Ausschuss zum Kirchenbau in Ljubovija gegründet worden war, bekam man den Segen zum Kirchbau, vom damaligen Bischof der damaligen Großeparchie Šabac-Valjevo Mihailo. In den nächsten Jahren wurden alle erforderlichen Mittel zum Kirchenbau angeschafft und organisiert.

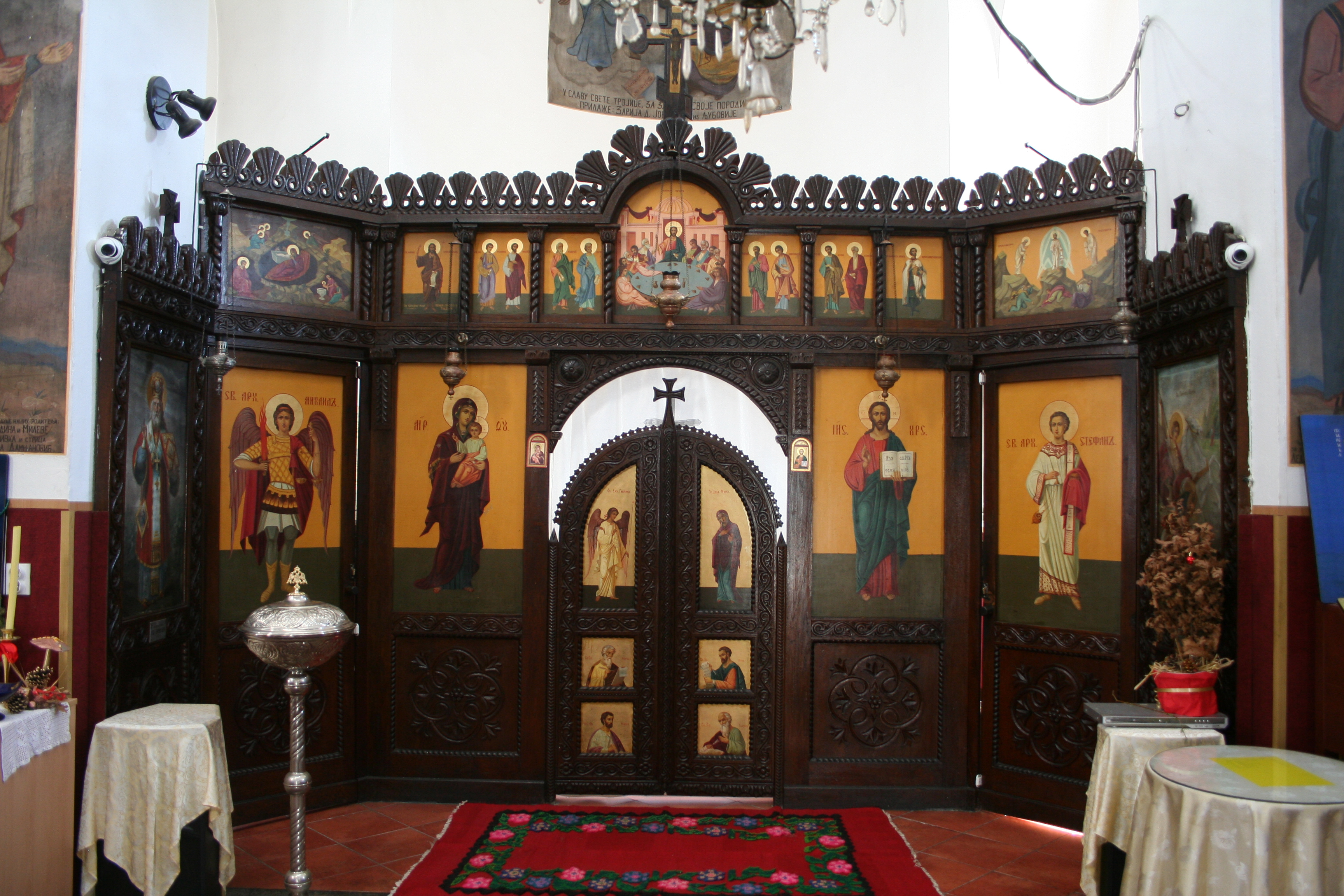
Die Ikonostase der Kirche

Am 23. August 1932 auf der Ausschusssitzung wurde entschieden, die Kirche, dem Patronat des Hochfests, der Christi-Verklärung, zu weihen, als Versammlungstag der Kirchgemeinde wurde der Peter-und-Paul-Tag (Hl. Apostel Peter und Paul) ausgesucht. Der Vertrag zum Bau der Kirche wurde am 8. September 1932 mit dem Bauunternehmer Dragomir Tomić aus dem Dorf Gračanica abgeschlossen. Am gleichen Tag begannen die Bauarbeiten am zuvor geweihten Ort. Den Plan zum Kirchenbau entwarf kostenfrei der Architekt Vasilije Androsov, der im Bauministerium tätig war.
Am 22. Oktober 1932 wurden die Kirchfundamente vom Bischof Mihailo feierlich geweiht. In den Grundstein wurde eine künstlerisch eingeschriebene Urkunde eingearbeitet. Diese Urkunde erwähnte den damaligen König von Jugoslawien Aleksandar I, den damaligen serbisch-orthodoxen Patriarchen Varnava und den damaligen Bischof der Eparchie Mihailo.
1940 war der Kirchenbau fertiggestellt. Und am 21. September 1940, dem Feiertag der Mariä Geburt wurde die Kirche feierlich vom damaligen Bischof der Eparchie Šabac-Valjevo, Simeon, unter Assistenz mehrerer Priester, darunter Pfarrpriester Kozlov, eingeweiht. Priester Kozlov wurde am gleichen Tag zum Erzpriester erhoben.
1986 wurde eine Kapelle zum Kerzenanzünden nahe der Kirche gebaut.

## Architektur
Die Kirche wurde im Geiste des traditionellen Serbisch-byzantinischen Baustils in der Grundform eines griechischen Kreuzes erbaut. Sie besitzt typisch für orthodoxe Kirchenbauten eine Altar-Apsis im Osten, eine Rundkuppel über der Mitte des Kirchenschiffs, jeweils eine Konche an der Nord- und Südseite der Kirche und einen kleinen Kirchturm an der Westseite. Eingänge in die Kirch befinden sich an der West- und Südseite.
Der Innenraum ist teilweise mit Fresken bemalt. Sie besitzt eine typische hölzerne Ikonostase mitsamt Ikonen.

## Pfarreien
Die Verklärungskirche ist Sitz der Pfarreien Ljubovija I, II und III.
- 1.) Pfarrei Ljubovija I

Die Erste Pfarre Ljubovija erstreckt sich über Teile der Stadt Ljubovija und des Dorfes Čitluk. Pfarreipriester ist Dragan M. Sekulić.
- 2.) Pfarrei Ljubovija II

Die Zweite Pfarre Ljubovija erstreckt sich über Teile der Stadt Ljubovija und der Dörfer Javor und Gledeće. Pfarreipriester ist Branko B. Lukić
- 3.) Pfarrei Ljubovija III

Die Dritte Pfarre Ljubovija erstreckt sich über Teile des Dorfes Ljubovija und des Dorfes Donja Bukovica sowie dem Dorf Lonjin. Pfarreipriester ist Anđelko R. Kovačević.

## Belege
- Artikel über die Kirchengeschichte auf der Seite der Verklärungskirche, (serbisch)
- Artikel über die Pfarre auf der Seite des Dekanats Azbukovica, (serbisch)